# Acanthonotozoma sinuatum
Acanthonotozoma sinuatum är en kräftdjursart som beskrevs av Just 1978. Acanthonotozoma sinuatum ingår i släktet Acanthonotozoma och familjen Iphimediidae. Inga underarter finns listade i Catalogue of Life.